# Île de Man aux Jeux du Commonwealth
L’île de Man participe aux Jeux du Commonwealth depuis les Jeux de 1958 à Cardiff. Dépendance de la Couronne britannique, l'île n'est pas officiellement un État souverain, mais est représentée par ses propres délégations d'athlètes aux Jeux. Ayant participé à toutes les éditions des Jeux depuis 1958, les Mannois y ont remporté onze médailles, dont trois en or. Leur représentant le mieux connu à l'étranger est sans doute actuellement le cycliste Mark Cavendish, médaillé d'or aux Jeux de 2006. Cinq des onze médailles mannoises proviennent du cyclisme, contre cinq des épreuves de tir et une de la natation,.
L'île de Man a été le pays hôte des Jeux de la Jeunesse du Commonwealth en 2011.

## Médailles
Par Jeux :

| Année | Médaille d'or             | Médaille d'argent         | Médaille de bronze                             | Total |
| ----- | ------------------------- | ------------------------- | ---------------------------------------------- | ----- |
| 1958  | 0                         | 0                         | Stuart Slack (cyclisme)                        | 1     |
| 1962  | 0                         | 0                         | 0                                              | 0     |
| 1966  | Peter Buckley (cyclisme)  | 0                         | 0                                              | 1     |
| 1970  | 0                         | 0                         | Alexandra Jackson (natation)                   | 1     |
| 1974  | 0                         | 0                         | 0                                              | 0     |
| 1978  | 0                         | 0                         | Stewart Watterson (tir)                        | 1     |
| 1982  | 0                         | 0                         | 0                                              | 0     |
| 1986  | Nigel Kelly (tir)         | 0                         | 0                                              | 1     |
| 1990  | 0                         | 0                         | 0                                              | 0     |
| 1994  | 0                         | 0                         | 0                                              | 0     |
| 1998  | 0                         | David Moore (tir)         | 0                                              | 1     |
| 2002  | 0                         | 0                         | 0                                              | 0     |
| 2006  | Mark Cavendish (cyclisme) | 0                         | David Walton & Trevor Boyles (équipe) (tir)    | 2     |
| 2010  | 0                         | 0                         | Mark Christian (cyclisme) Timothy Kneale (tir) | 2     |
| 2014  | 0                         | Peter Kennaugh (cyclisme) | 0                                              | 1     |
| Total | 3                         | 2                         | 6                                              | 11    |

Médaillés d'or :

| Nom            | Jeux            | Discipline | Épreuve                 | Résultat          |
| -------------- | --------------- | ---------- | ----------------------- | ----------------- |
| Peter Buckley  | 1966 Kingston   | Cyclisme   | Course sur route hommes | 5 h 07 min 52 s 5 |
| Nigel Kelly    | 1986 Édimbourg  | Tir        | Skeet hommes            | 196 points        |
| Mark Cavendish | 2006 Manchester | Cyclisme   | 20 km sur piste hommes  | 1er               |